# دهستان سوسن غربی
دهستان سوسن غربی نام دهستانی در بخش سوسن شهرستان ایذه، استان خوزستان در ایران است. بر اساس سرشماری مرکز آمار ایران در سال ۱۳۸۵، جمعیت آن ۱۲۰۰ نفر (۱۰۶خانوار) بوده‌است.
مرکز این دهستان روستای ترشک می‌باشد.

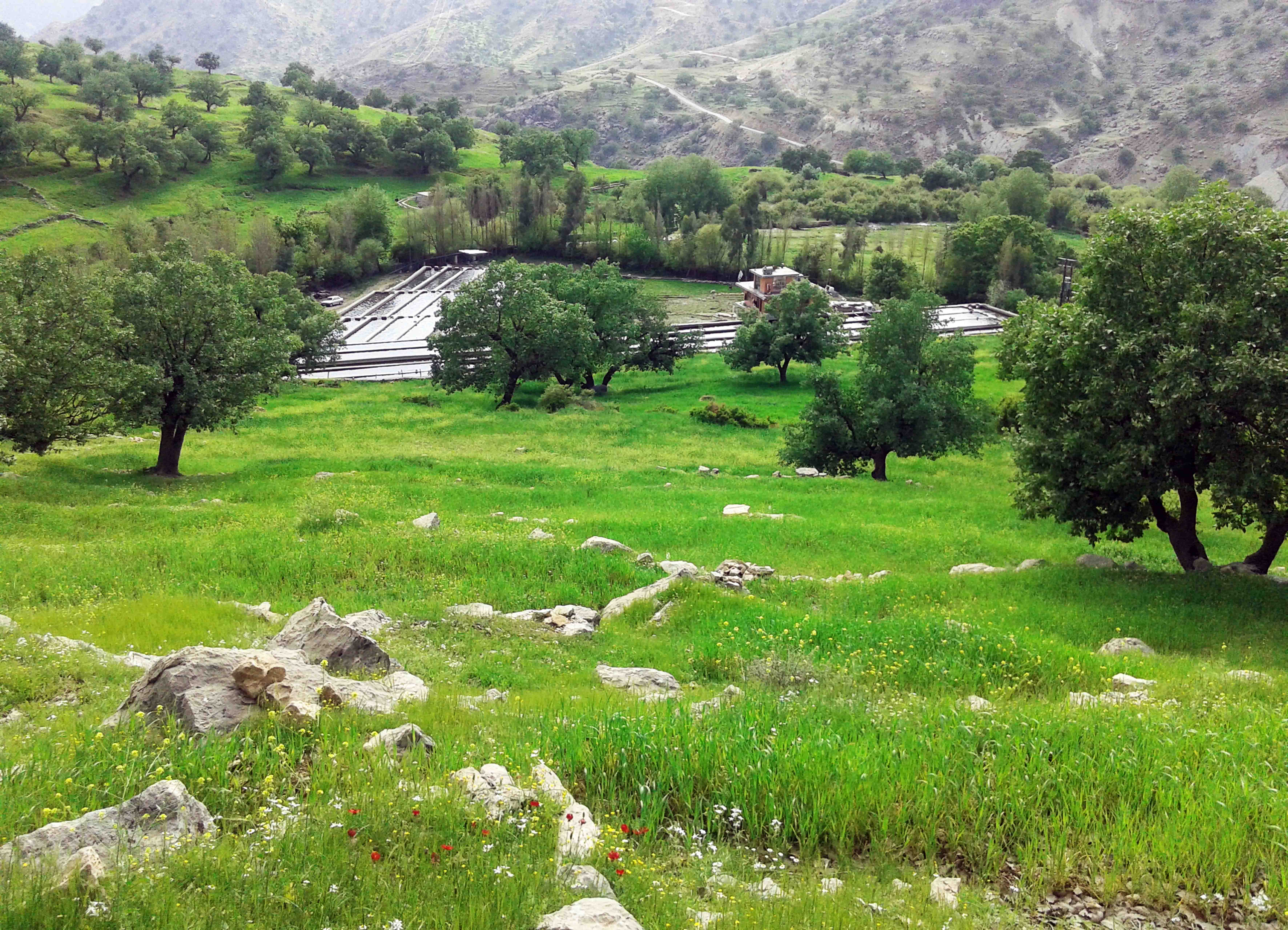
روستای زیبای شیمن از
توابع سوسن شهرستان ایذه(استان خوزستان)